# Port Moresby
Port Moresby er Papua Ny Guineas hovedstad og største by med 317.374(2012) indbyggere.
Byen ligger på den sydøstlige del af øen Ny Guinea.